# 小笠原耕一
小笠原 耕一（おがさわら こういち）は、日本の政治家。
青森県議会議員、十和田村村長などを歴任した。

## 人物
十和田開発に功労のあった大町桂月、武田千代三郎（十八代県知事）および小笠原耕一の功績を称え、津島文治知事（太宰治の長兄）のもと、国立公園指定１５周年記念事業として、高村光太郎により「乙女の像」が建造された。